# Sent German
Sent German (en francès Saint-Germain-Beaupré) és una comuna (municipi) de França, a la regió de la Nova Aquitània, departament de la Cruesa. La seva població al cens de 1999 era de 382 habitants. Forma part del Camí de Sant Jaume i està integrada a la Communauté de communes du Pays Sostranien.

## Demografia
| 1968 | 1975 | 1982 | 1990 | 1999 |
| ---- | ---- | ---- | ---- | ---- |
| 571  | 448  | 415  | 406  | 382  |

## Administració
| Període | Identitat      | Partit |
| ------- | -------------- | ------ |
| 2008-   | Michel Trumeau |        |